# Hem-Lenglet Communal Cemetery
Hem-Lenglet Communal Cemetery is een Britse militaire begraafplaats gelegen in de Franse plaats Hem-Lenglet (Noorderdepartement). De begraafplaats wordt onderhouden door de Commonwealth War Graves Commission.
De begraafplaats telt 8 geïdentificeerde Gemenebest graven uit de Eerste Wereldoorlog.